# Jean-Marie Auberson
Jean-Marie Auberson (* 2. Mai 1920 in Chavornay, Schweiz; † 4. Juli 2004 in Draguignan, Südfrankreich) war ein Schweizer Dirigent und Geiger.

## Leben
Er studierte Violine bei Victor Desarzens, Viola bei Alfred Pochon und Theorie bei Alexandre Denéréaz und Aloÿs Fornerod am Conservatoire de Lausanne und an der Kölner Musikhochschule. Von 1943 bis 1946 spielte er als Geiger im Orchestre de Chambre de Lausanne und von 1946 bis 1949 als Bratschist im Orchestre de la Suisse Romande. Es schloss sich von 1950 bis 1951 ein Dirigierstudium bei Paul van Kempen an der Accademia Musicale Chigiana in Siena, bei  Wolfgang von der Nahmer in Wien und bei Günter Wand in Köln an. Er war ausserdem Schüler von Ernest Ansermet und Carl Schuricht. Von 1956 bis 1962 war er Dirigent beim Radio Beromünster (Schweiz) und von 1962 bis 1968 beim Sinfonieorchester St. Gallen. Von 1963 bis 1965 war er zweiter Dirigent des Orchestre de Chambre de Lausanne. 1968 wurde er dann Dirigent (bis 1973) an der Hamburgischen Staatsoper. Von 1972 bis 1975 leitete er das Radio-Sinfonieorchester Basel. Von 1984 bis 1986 war er Dirigent der basel sinfonietta.